# ロベルト・リッター

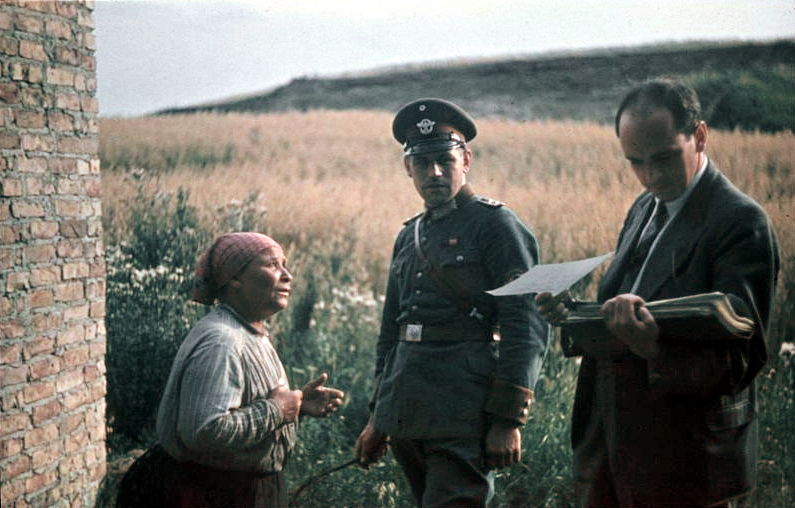
リッター（右、1936年）

ロベルト・リッター（ドイツ語: Robert Ritter, 1901年5月14日 - 1951年4月15日) は、ドイツの心理学者、医師。

## 経歴
アーヘン生まれ。1927年に論文「教育における性問題」でミュンヘン大学より教育心理学博士号を、1930年には論文「アレルギー性特異体質の遺伝について」でハイデルベルク大学より医学博士号を受けた。連合国側資料によると、1934年7月に国民社会主義ドイツ労働者党（ナチ党）に加盟している。1935年、「混血ジプシーの遺伝学的研究」を発表、また教授資格論文として「浮浪者・詐欺師・盗賊の末裔に関する遺伝学的研究」を提出。
1936年、帝国衛生局付属人種優生学・人口生物学研究所 に所属。連合国側資料によれば同年に親衛隊に加入している。1941年にはロマ民族に関する研究がナチス・ドイツのロマ虐殺政策を推し進める論拠として使用された。
1942年に国家保安本部犯罪生物学研究所 (Criminal Biological Institute) へ、1943年に帝国公衆衛生局への所属を経て、1945年にフランクフルト・アム・マイン市公衆衛生局所属。1947年には同市職員となった。
1948年から1950年8月にかけ、ポライモス政策の生存者の依頼によって、フランクフルト検察局はリッターのナチ時代の活動について調査を行った。裁判においてリッターは「ジプシーは現実と空想との区別ができない」と述べ、裁判所は「証人となった“ジプシー”の証言は信憑性に欠ける」として訴訟は中止となった。
1951年4月15日、オーバーウアゼル (Oberursel) のホーエマルク精神診療所 (Hohemark psychiatric clinic) で高血圧の合併症により死去。ヘルマン・アルノルトによって死亡証明書が発行された。